# Власов, Святослав Юрьевич
Святослав (Слава) Юрьевич Власов (род. 11 июня  1967, Москва) —  профессиональный водный лыжник, член сборной СССР, а затем член сборной России. Двукратный обладатель Кубка СССР (1987, 1988) Серебряный призёр чемпионата СССР в прыжках с трамплина (1990). Бронзовый призер чемпионатов СССР в прыжках с трамплина (1989, 1991) Серебряный и бронзовый медалист чемпионата России 1996 года в прыжках с трамплина и многоборье. Комментатор чемпионатов мира и  Европы  с 2000 года. Позднее теле- и кинорежиссёр. 

## Биография
Святослав Власов родился в Москве  в семье Евгении Власовой,  известной спортсменки по академической гребле  и инженера Юрия Власова. У него есть сестра Татьяна. Учился в московской школе Школа № 851.  Окончил ВГИК (курс Владимира Хотиненко). С 1995 по 1996  год в REUTERS – автор и режиссёр спецрепортажей. Работал на Первом канале, режиссёр-постановщик программ «Земля-Воздух»  и «Антропология», бывший сотрудник производителя видео-рекламы  Park Production.

## Личная жизнь
Супруга Мария Зылева, телеведущая, фотограф, дизайнер, психолог. Есть дочь Катарина.

## Фильмография
- 1993-1995 —  Клуб знаменитых людей (документальный сериал, ТВ)
- 2001 —  Бесконечная история Голливуда (документальный мини-сериал, ТВ)
- 2004 —  Холостяки (телесериал)
- 2006-2008 —  Клуб (телесериал) (58 серий)
- 2009 —  Лови, обманывай, твори! (документальный)
- 2009 —  Город соблазнов (телесериал)
- 2011 —  Амазонки (телесериал)
- 2013 —  Второй убойный (телесериал) (16 серий)
- 2017 —  ТОЧКА ПСИ   (психологическое ток-шоу мини-сериал)
- 2018 —  Тридевятый участок (телевизионный художественный фильм)
- 2019 —  Kill To Act | Убей, чтобы играть  (короткометражка)
- 2020 —  Give Me a Word! | Дайте сказать! (документальный художественный фильм)
- 2021 —  Miquerida (сценарий х/ф)
- Боцман (х/ф в производстве)